# Кемп Дејвид
Кемп Дејвид (енг. Camp David) је одмаралиште председника САД. Налази се у Тармонту, Мериленд. Назив је добио по унуку Двајта Ајзенхауера, Дејвиду. Ранији назив овог одмаралишта је Шангри-ла. Саграђена је почетком 40-их година 20. века. Општој јавности је познат по споразуму из 1978. између Израела и Египта.

## Галерија
- Кемп Дејвид фебруара 1971
- Кемп Дејвид јула 1959
- Председник Џорџ Буш Млађи током Божића децембра 2003
- Мет Дејмон, Бен Афлек и Бил Клинтон на приказивању филма Добри Вил хантинг јануара 1998.

## Филмови приказани у Кемп Дејвиду
- Живот буба (8. новембар 1998) [5]
- Звездани ратови: Епизода 1 (6. јун 1999)[6]

## У популарној култури
Једна од епизода серије Потпредседница носи назив као ово место. У тој епизоди Селина Мејер (Џулија Луј-Драјфус) прима госте из Кине.